# Mario Pezzi (aviatore)
Mario Pezzi (Fossano, 9 novembre 1898 – Roma, 26 agosto 1968) è stato un generale e aviatore italiano, primatista mondiale con un volo ad alta quota con un aeroplano ad elica.

## Biografia
Mario Pezzi nacque a Fossano, Cuneo, da una famiglia di consolidate tradizioni militari: il padre Luigi, generale d'artiglieria, i fratelli Pio sottotenente di fanteria deceduto sulle montagne del Carso il 23 ottobre 1915 a 19 anni e Enrico, Generale di brigata aerea pluridecorato.
Arruolatosi come ufficiale nel Regio Esercito viene assegnato nell'ottobre 1917 nel 60º Reggimento fanteria "Calabria" diventando nel febbraio 1918 Sottotenente.
Nel maggio 1918 va alla Scuola allievi osservatori d’aeroplano e nel settembre entra nella 134ª Squadriglia. Posto in congedo nel 1920, passa in servizio permanente effettivo nel 1921 e nel luglio 1923 va al 1º Stormo caccia, transitò nell'ottobre 1923 nella neonata Regia Aeronautica dove proseguì la carriera di ufficiale pilota dal gennaio 1926 e nel 1934 venne nominato comandante del reparto per il volo d'alta quota, parte della Direzione Superiore Studi ed Esperienze con sede presso l'Aeroporto di Guidonia. Diventato ufficiale superiore e pluridecorato, nel dopoguerra fu segretario generale dell'Aeronautica e successivamente capo di Gabinetto del Ministero della difesa.

## Il primato di quota
Il 22 ottobre 1938 conquistò il suo primato partendo dall'aeroporto di Guidonia a bordo di un biplano Caproni Ca.161bis con motore Piaggio P.XI RC.100/2v e cabina stagna, indossando uno speciale scafandro e raggiungendo la quota di 17 083 metri. Il suo primato è ancora imbattuto per i biplani con motore a pistoni e con propulsione ad elica..
In quegli anni statunitensi, tedeschi, inglesi e francesi si contendevano questo record, e nella gara era entrata anche l'Italia con i 14 433 metri raggiunti nel 1934 da Donati su Caproni Ca.113 con motore Pegaso.
Il 28 settembre 1936, lo Squadron leader inglese Francis Ronald Downs Swain toccava i 15 230 metri con un Bristol Type 138; ma nello stesso anno Pezzi lo batteva con 15 635 metri raggiunti a bordo di un Caproni Ca.161. Nel 1937, l'inglese M.J. Adam lo superava a sua volta con 16 440 metri a bordo sempre di un Bristol Type 138. L'anno seguenti Pezzi conseguì il suo primato con il valore definitivo.
In entrambi i primati aerei conquistati da Pezzi sono contenute in embrione tecnologie poi utilizzate in ambito spaziale: l'8 maggio 1937, Pezzi salì a quota 15 655 metri indossando una speciale tuta pressurizzata e riscaldata elettricamente, con un casco a tenuta stagna, realizzata al centro sperimentale di Guidonia che era simile alle moderne tute astronautiche e fu la prima nel suo genere utilizzata operativamente. Nell'ultimo e definitivo tentativo di record, durante il quale Pezzi toccò i 17 083 metri il 22 ottobre del 1938, in sostituzione della tuta pressurizzata, il Ca.161 bis, progettato dall'ingegnere Verduzio, era dotato di una tra le prime cabine stagne che rappresentavano una importante innovazione per l'epoca.
Nel corso del volo record il pilota descrisse una scia di condensazione che inizialmente credeva causata da un guasto al motore. Questa interessante osservazione è attualmente utilizzata come ulteriore prova dell'inesistenza delle così dette scie chimiche, che la teoria del complotto afferma essere iniziate solo recentemente, a partire dal 1995.
Il portale web dell'Aeronautica Militare ha proposto una pagina, intitolata "I grandi aviatori", dove vengono citate le maggiori personalità storiche dell'aviazione italiana, ponendo Pezzi tra di esse.